# San Giovanni di Sinis
San Giovanni di Sinis is een plaats (frazione) in de Italiaanse gemeente Cabras.

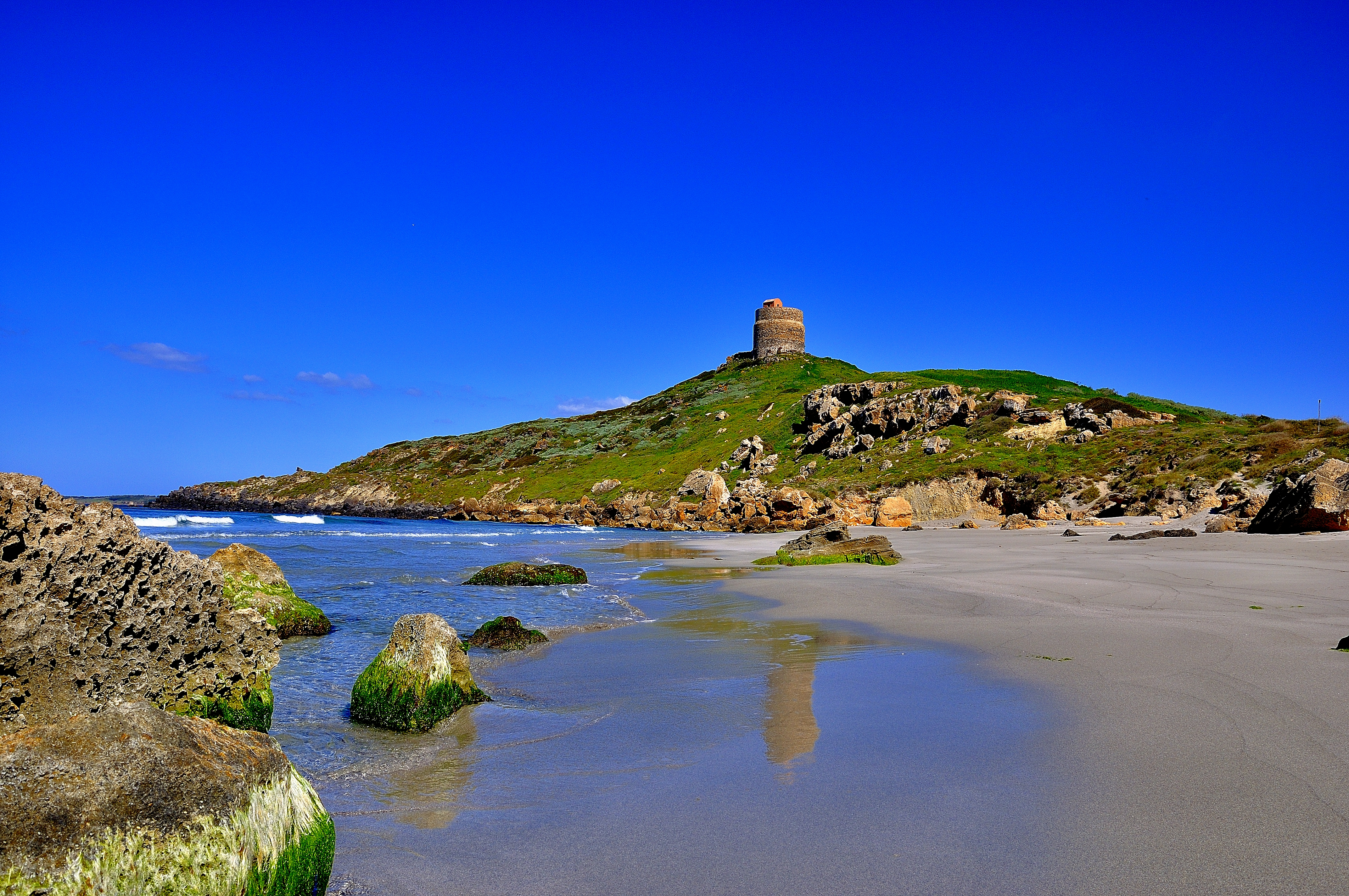
Torre Spagnola in San Giovanni di Sinis
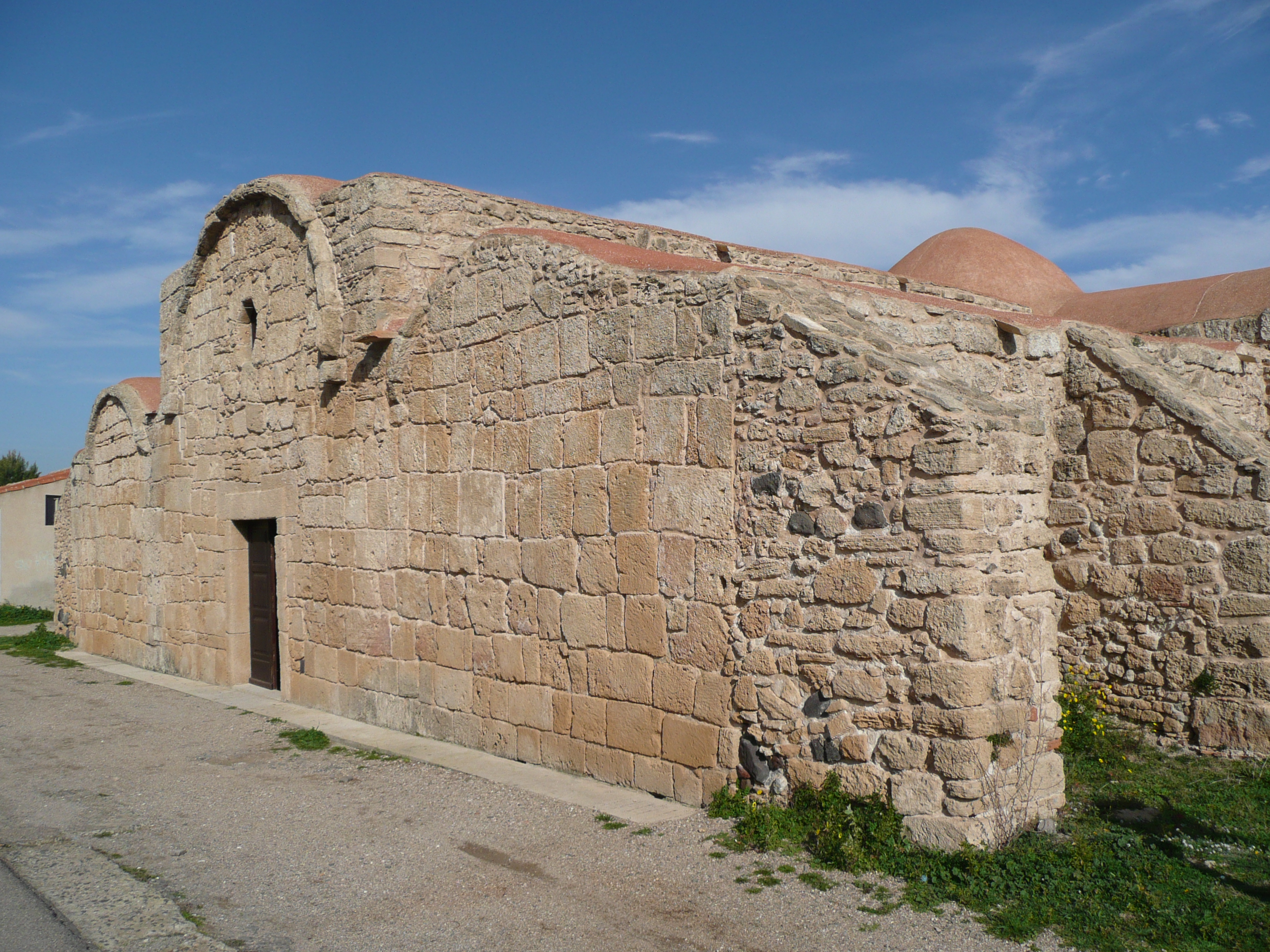
Kerk in San Giovanni di Sinis